# Rambla de Catalunya

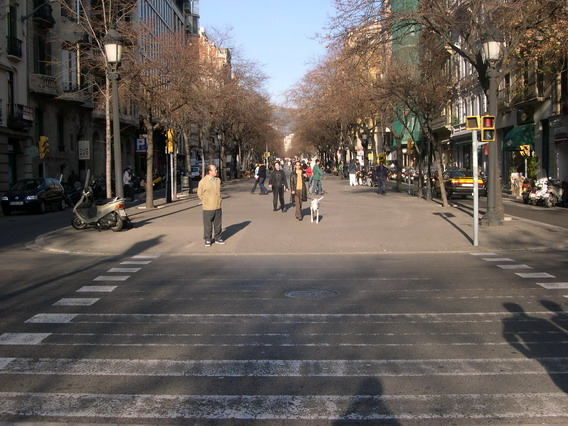
Rambla de Catalunya

Rambla de Catalunya – jedna z głównych ulic Barcelony. Ulica przebiega z zachodniej na wschodnią część miasta przebiegając przez dzielnice Eixample. Na Rambla de Catalunya znajdują się sklepy oraz butiki wielu zagranicznych sklepów z ubraniami a także biżuterią. Wzdłuż ulicy zostały posadzone lipy oraz inne drzewa, które mają na celu poprawić względy estetyczne na ulicy. 
Rambla jest usytuowana blisko najważniejszych punktów miasta jakimi jest m.in. Plaça de Catalunya oraz historyczna dzielnica La Rambla.

## Znane budynki

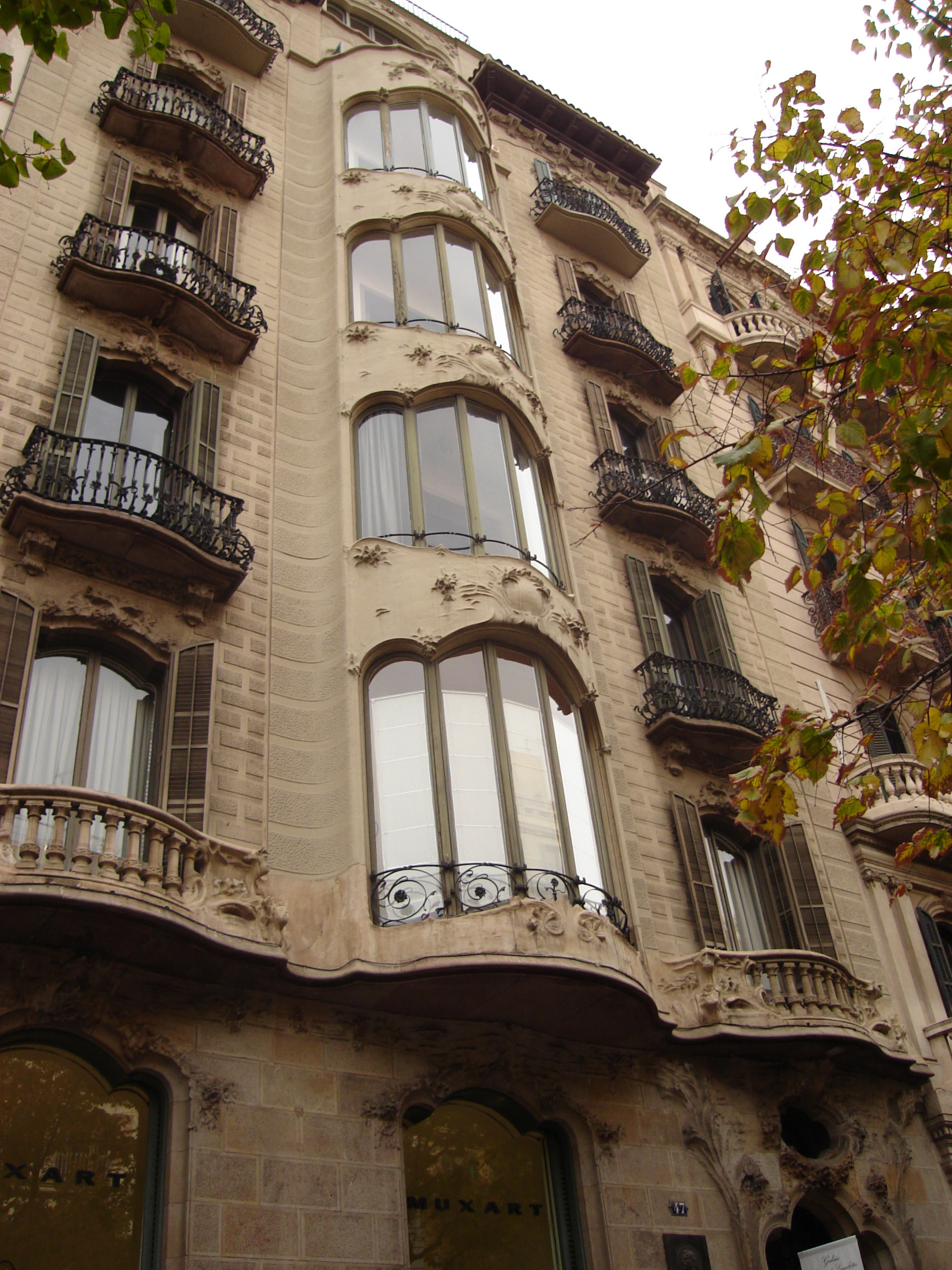
Kamienica Casa Fargas

- Rambla de Catalunya nr 17 Casa Pia Batlló, budynek zbudowany przez architekta Josepa Vilasece i Casanovasa w latach 1891–1896.[1]

- Rambla de Catalunya nr 47 Casa Fargas, budynek zbudowany w stylu modernistycznym przez architekta Enrica Sagniera w latach 1902–1904[2]

- Rambla de Catalunya nr 54 Casa Dolors Calm, budynek zbudowany przez Josepa Déu i Busquetsa w 1879, zmodernizowany w 1903 roku przez Josepa Vilasece i Casanovasa[3]

- Rambla de Catalunya nr 78 Casa Juncosa, budynek zbudowany przez Salvadora Viñalsa i Sabatera w latach 1907–1909.[4]

- Rambla de Catalunya nr 115 Kościół La Mare de Déu de Montsió, oryginalnie zbudowany około roku 1400 na miejscu obecnego Plaça de Catalunya, przeniesiony na Rambla 115 i zbudowany od nowa w 1882 roku przez architekta Joana Martorella.[4]

- Rambla de Catalunya nr 122 Casa Antoni Costa, budynek zbudowany w 1904 roku przez architekta Josepa Domènecha i Estape[5]

- Rambla de Catalunya nr 126 Casa Serra, budynek zbudowany przez architekta Josepa Puiga i Cadafalcha w latach 1903–1908 w stylu neoromańskim[6]

## Obiekty kulturalne na Rambla de Catalunya

### Kina
- Alcázar
- Alexandra Lauren
- Alexis
- Club Coliseum

### Teatr
Na ulicy znajdował się teatr barceloński, jeden z najbardziej charakterystycznych obiektów Barcelony w przeszłości. Obecnie zburzony.